# Fall River F.C.

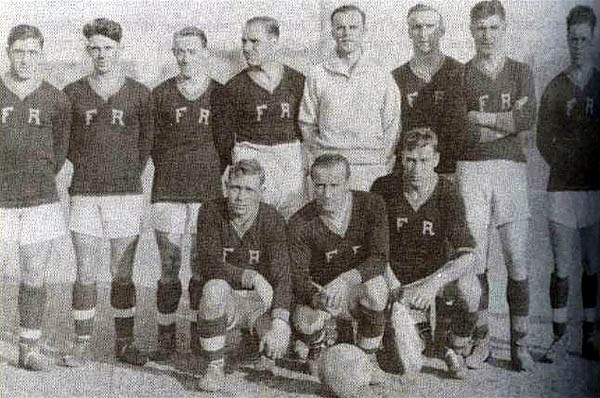
Team van 1921

Fall River F.C. gewoonlijk de Marksmen is een voormalig Amerikaanse voetbalclub uit Fall River (Massachusetts). De club werd opgericht in 1922 en opgeheven in 1931. De thuiswedstrijden werden gespeeld in het Mark's Stadium gespeeld. Dat plaats bood aan 15.000 toeschouwers.
De club speelde van 1921 tot 1930 in de American Soccer League.

## Erelijst
- American Soccer League

Winnaar (7): 1924, 1925, 1926, 1929, Herfst 1929, Lente 1930, Herfst 1930
- National Challenge Cup

Winnaar (4): 1924, 1927, 1930, 1931
- Lewis Cup

Winnaar (1): 1930
Runner up (1): 1925
- American Cup

Runner up (1): 1924